# 偶氮化物

偶氮化合物的通式。

偶氮化合物是一类含氮有机化合物，通式为R-N=N-R'，R/R'为有机基团，可以是芳基或烷基。N=N称为偶氮基。若R/R'都为氢，则成为二亚胺（HN=NH）。
以芳香族偶氮化合物最为稳定，也最为常用，π共轭体系的范围很大，有很多都是偶氮染料。它们大多是稳定的晶体，比较典型的如偶氮苯，主要以trans-异构体存在，但可以受光转变为cis-异构体。芳香族偶氮化合物由重氮盐和酚/芳香胺等活化的芳香环发生亲电取代反应（重氮偶合反应）制取。重氮盐在温度升高时会分解，故此类反应一般在0°C左右进行。肼衍生物（R-NH-NH-R'）的氧化也会生成偶氮化合物。
脂肪族偶氮化合物没有芳香族偶氮化合物常见，它们中的有些在温度升高或受辐射时，会发生碳-氮键断裂放出氮气，生成自由基，因此被用作自由基引发剂。偶氮二异丁腈（AIBN）即是常用的自由基引发剂之一。